# Wola Mysłowska (gemeente)
De gemeente Wola Mysłowska is een landgemeente in het Poolse woiwodschap Lublin, in powiat Łukowski.
De zetel van de gemeente is in Wola Mysłowska.
Op 30 juni 2004 telde de gemeente 5325 inwoners.

## Oppervlakte gegevens
In 2002 bedroeg de totale oppervlakte van gemeente Wola Mysłowska 120,95 km², waarvan:
- agrarisch gebied: 79%
- bossen: 14%

De gemeente beslaat 8,68% van de totale oppervlakte van de powiat.

## Demografie
Stand op 30 juni 2004:
| Omschrijving                   | Totaal | Totaal | Vrouwen | Vrouwen | Mannen | Mannen |
| ------------------------------ | ------ | ------ | ------- | ------- | ------ | ------ |
| eenheid                        | aantal | %      | aantal  | %       | aantal | %      |
| inwoners                       | 5325   | 100    | 2637    | 49,5    | 2688   | 50,5   |
| bevolkingsdichtheid (inw./km²) | 44     | 44     | 21,8    | 21,8    | 22,2   | 22,2   |

In 2002 bedroeg het gemiddelde inkomen per inwoner 1223,15 zł.

## Plaatsen
Antonówka, Baczków, Baczkówek, Błażków, Bogucin, Bronisławek Drugi, Bronisławek Pierwszy, Budki, Budziska, Byziec, Chojniak, Ciechomin, Ciechomin Podworski, Ciechomin Włościański, Dąbrówka, Druga Połać, Dwornia, Dychawica, Francówka, Germanicha, Głupianki, Grudź, Helenówka, Jarczew, Julianów, Kamień, Kamień-Kolonia, Kiryłówka, Kolonia Jarczew, Kolonia Mysłów, Krzaki, Ksawerynów, Ksawerynówek, Leosin, Lisikierz, Ludwinów, Ludwinówka, Małe Wilczyska, Marianówka, Mysłów, Nowe Powały, Nowiny, Nowy Świat, Osiny, Osiny-Kolonia, Owsiska, Pierwsza Połać, Płóski, Pomianów, Powały, Przydawki, Pszczelnik, Rozkosz, Rytowoda, Stara Huta, Stare Powały, Świder, Wandów, Wilczyska, Wola Mysłowska, Wólka Ciechomska, Wygoda, Zadole, Zawaliny.

## Aangrenzende gemeenten
Kłoczew, Krzywda, Miastków Kościelny, Stanin, Stoczek Łukowski, Żelechów